# Copé Wendling
Emil „Copé“ Wendling (* 1. August 1890 in Cannstatt; † 26. Mai 1966 in Freudenstadt) war ein deutscher Fußballspieler.
Copé Wendling trat 1903 dem Kronen-Klub Cannstatt bei. Als Kapitän der ersten Fußballmannschaft des Kronen-Klubs trieb Wendling bereits im Spätsommer 1911 eine Fusion der Cannstatter mit dem FV Stuttgart 1893 voran. Vor dem Vollzug des Zusammenschlusses trat er im Dezember 1911 für den Stuttgarter FV 93 in einem Freundschaftsspiel bei Inter Mailand an. Daraufhin wurde Copé Wendling wegen Wildspielens für kurze Zeit gesperrt. Nachdem am 2. April 1912 die Fusion seines Kronen-Klubs mit dem FV Stuttgart vollzogen wurde, gehörte er von Beginn an dem frisch fusionierten VfB Stuttgart an. Die ersten Pflichtspiele mit dem VfB bestritt Wendling in der Aufstiegsrunde zur erstklassigen Südkreisliga, für die sich der Stuttgarter FV zuvor qualifiziert hatte. Am 1. September 1912 erzielte Copé Wendling im entscheidenden Spiel der Aufstiegsrunde gegen den FC Mühlburg kurz vor Spielende den einzigen Treffer des Spiels und sorgte somit dafür, dass der VfB Stuttgart bereits in seiner ersten Spielzeit nach der Fusion erstklassig war. Wendling war auch nach dem Ende des Ersten Weltkriegs noch für den VfB aktiv, ehe er aufgrund seiner Tätigkeit als Fabrikant in der Textilbranche nach Brüssel zog. Dort spielte Wendling für den FC Royal Brüssel. Nach seiner aktiven Karriere unterstützte er den VfB Stuttgart als passives Mitglied.